# Костакир
Костаки́р (каз. Қостақыр) — село у складі Жетисайського району Туркестанської області Казахстану. Входить до складу Кизилкумського сільського округу.
До 2008 року село називалось 60 літ Казахстана.
Населення — 153 особи (2021; 346 у 2009, 433 у 1999, 370 у 1989).